# Saxifraga litangensis
Saxifraga litangensis là một loài thực vật có hoa trong họ Saxifragaceae. Loài này được Engl. miêu tả khoa học đầu tiên năm 1922.